# Bão băng

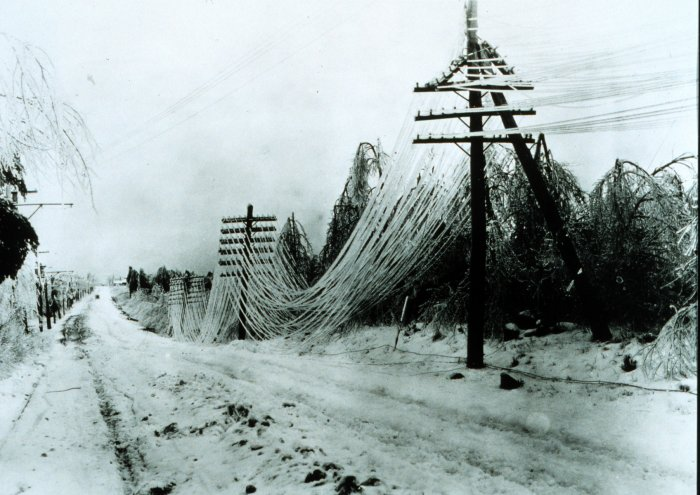
Băng đọng trên đường dây điện

Bão băng là hiện tượng nước mưa khi rơi xuống đọng ngay thành băng.

## Nguyên nhân
Bão băng xảy ra khi một luồng khí nóng bị kẹp giữa hai tầng không khí lạnh - một ở gần mặt đất, một ở trên cao. Hơi nước ở tầng trên cùng ngưng tụ thành tuyết và rơi xuống, nhưng khi tới lớp khí nóng tuyết lại tan thành những giọt mưa. Sau đó, khi tới tầng khí dưới cùng, nó trải qua một quá trình gọi là "siêu làm lạnh". Quá trình đó khiến các giọt nước có nhiệt độ âm, nhưng vẫn tồn tại ở dạng lỏng. Khi những giọt nước lạnh bất thường này chạm đất, chúng tạo thành lớp băng trong suốt xung quanh những thứ mà chúng bao bọc.

## Tác động
Trong những trận mưa băng tệ hại nhất, chỉ trong vòng 1-2 giờ, mọi vật xung quanh bị bao phủ bởi một lớp bằng dày khoảng 30 cm. Dây điện có thể đứt, gia súc chết cóng, chim chóc đang ngủ bị đông cứng dính chặt vào cành cây, chân chó mèo bị hóa băng dính xứng xuống mặt đường.

## Hình ảnh

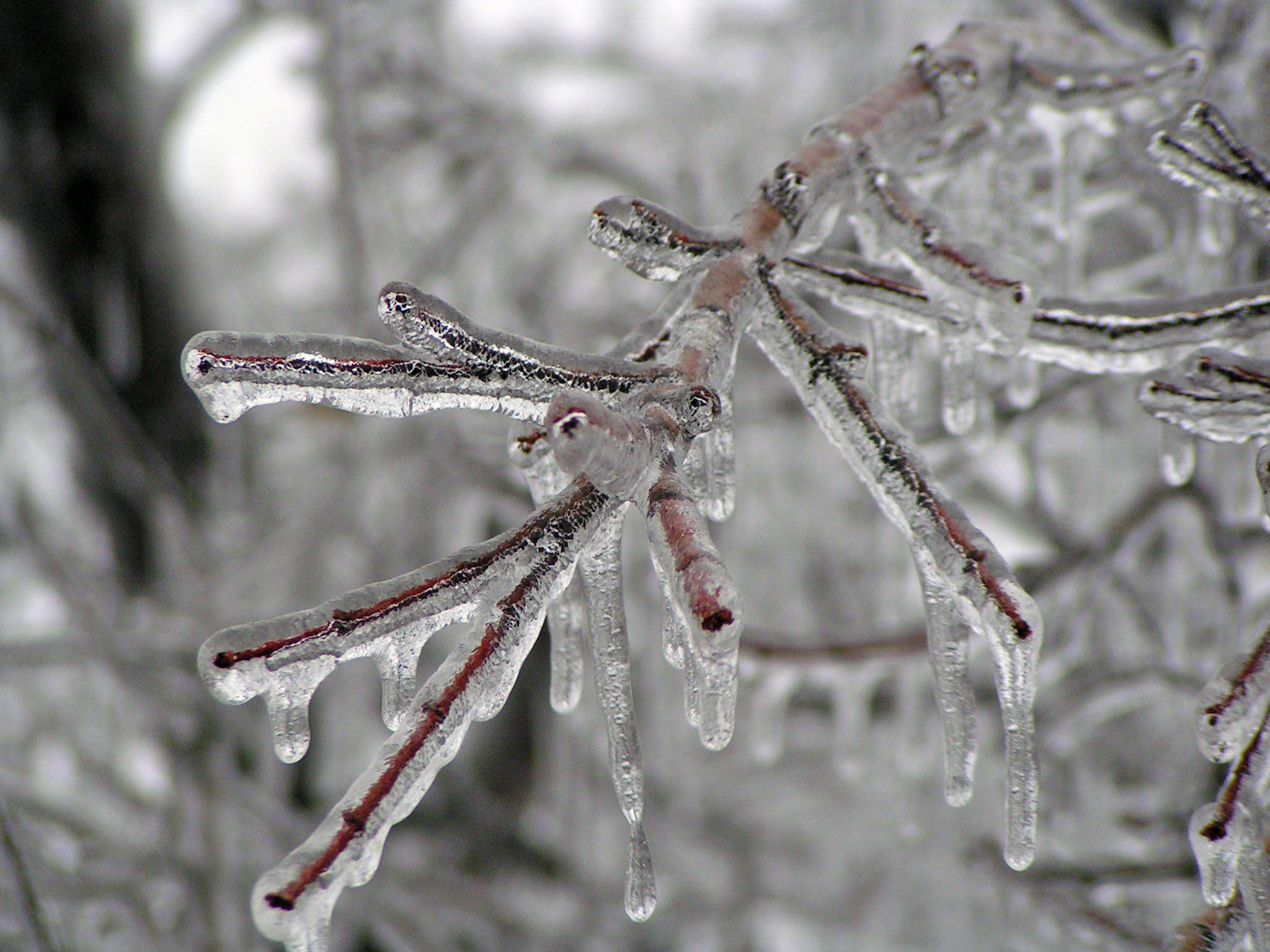
Băng đọng trên cành cây...
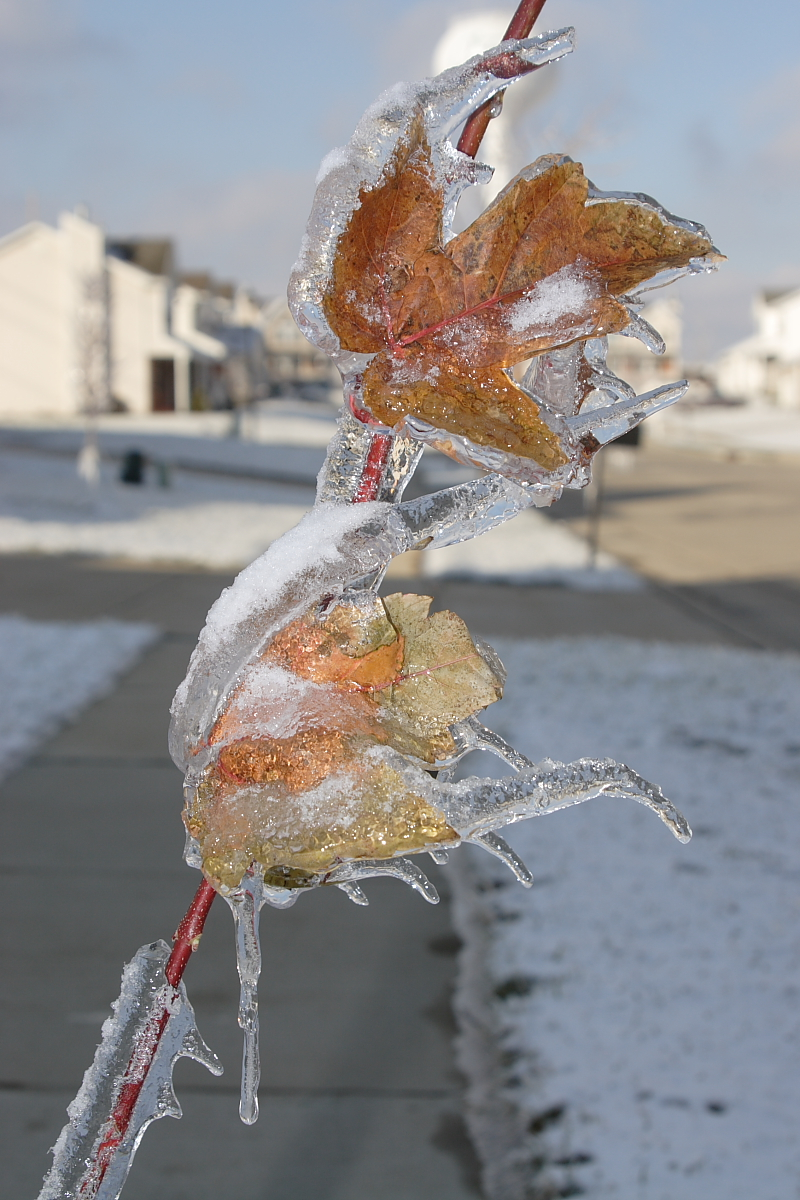
...Trên lá...
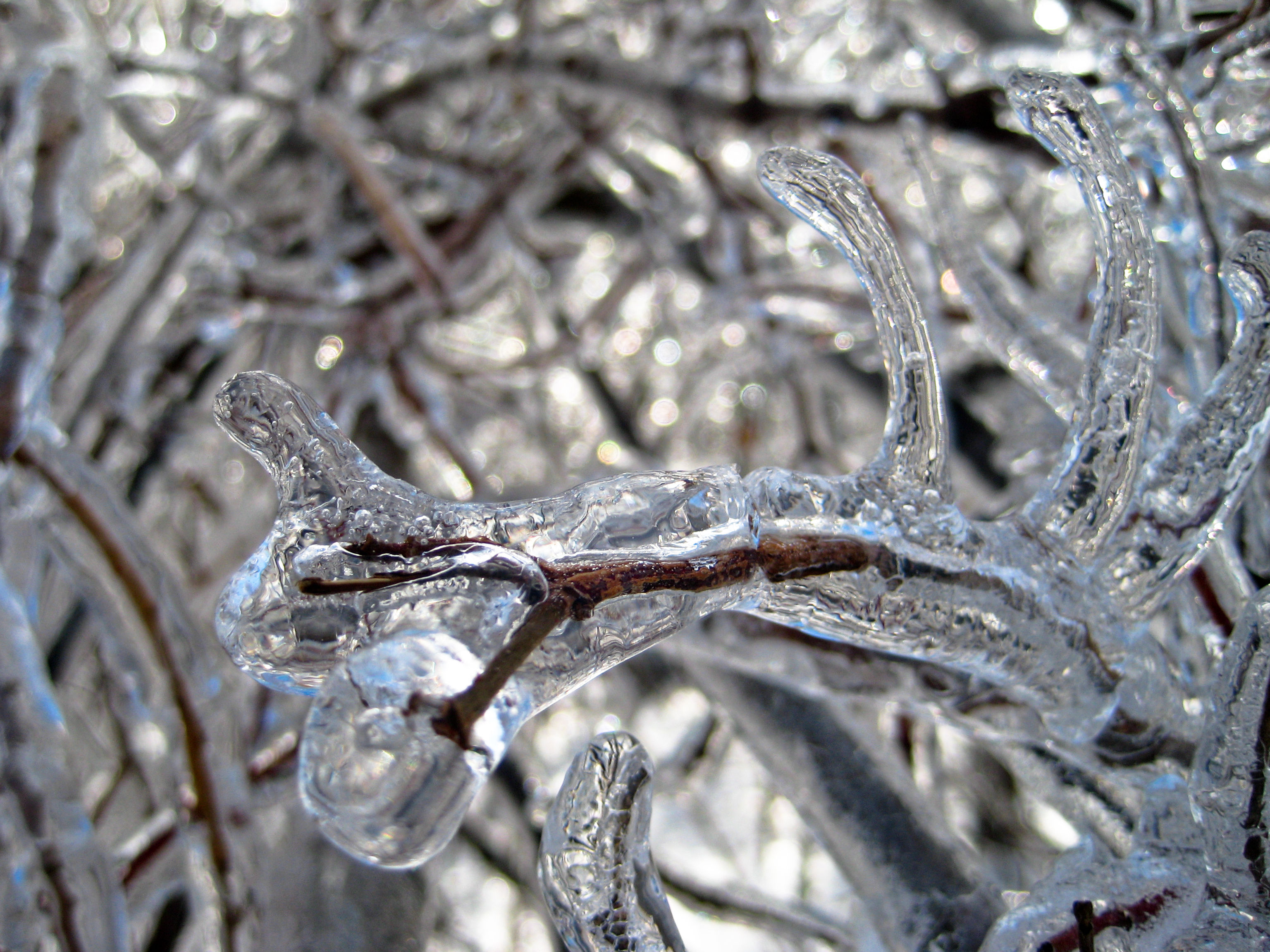
...Tạo nhiều hình thù kỳ lạ